# Cornet, Vâlcea
Cornet este un sat în comuna Vaideeni din județul Vâlcea, Oltenia, România.